# NGC 6211
NGC 6211 је спирална галаксија у сазвежђу Змај која се налази на NGC листи објеката дубоког неба.
Деклинација објекта је + 57° 47' 2" а ректасцензија 16h 41m 27,6s. Привидна величина (магнитуда) објекта NGC 6211 износи 12,6 а фотографска магнитуда 13,6. NGC 6211 је још познат и под ознакама UGC 10516, MCG 10-24-27, CGCG 299-14, KAZ 82, 7ZW 655, PGC 58775.